# 德桑巴尔科国家公园
德桑巴尔科国家公园（西班牙語：Parque Nacional Desembarco del Granma），位于古巴东北部的格拉玛省，是古巴的一个国家公园。1999年列入联合国教科文组织世界自然遗产，登录名称为格拉玛的德桑巴尔科国家公园，意为格拉玛号登陆国家公园。

## 历史
国家公园的名称来源于1956年，包括劳尔·卡斯特罗、菲德尔·卡斯特罗、切·格瓦拉在内的79人驾驶格拉玛号从墨西哥到达古巴，在此地登陆（desembarco），并爆发古巴革命。
1986年，德桑巴尔科国家公园建立。
1999年，德桑巴尔科国家公园中的26,180公顷陆地、6,396公顷的海洋和9,287公顷的周边缓冲地区列入联合国教科文组织世界自然遗产，登录名称为格拉玛号登陆国家公园。

## 地质
德桑巴尔科公园位于加勒比海和北美大陆之间的地质构造活跃区，拥有典型的喀斯特地形，并现存不断发展的喀斯特地貌，联合国教科文组织评价称其展现的地貌与地形的演变过程具有世界性的意义。 德桑巴尔科公园的海蚀平台是世界上最大的石灰石阶地，包括海平面以上360米至海平面以下180米。

## 生物
德桑巴尔科公园内拥有哺乳动物13种、鸟类110种、爬行动物44种、植物512种，此外还有7种两栖动物。一种观点认为，该地区为古巴的一个开花植物的最重要的中心之一。
在动植物的独特性方面，德桑巴尔科公园的23%的哺乳动物、22.7%的鸟类、90.9%的爬行动物、85.7%的两栖动物、60%的植物为本地所特有的。 

## 登録基準
该世界遗产被认为满足世界遺產登錄基準中的以下基準而予以登錄：
- （vii）包含出色的自然美景与美学重要性的自然现象或地区。
- （viii）代表生命进化的纪录、重要且持续的地质发展过程、具有意义的地形学或地文学特色等的地球历史主要发展阶段的显著例子。

虽然在世界遗产的登录基准中没有列入动植物的原因，但是国际自然与自然资源保护联合会已经认可当地有丰富的生物多样性。。